# Konståret 1906

## Händelser

### Okänt datum
- Gwen John börjar stå modell för Auguste Rodin.
- Amedeo Modigliani anländer till Paris.
- Hemslöjdsföreningen Konstfliten bildades

## Verk
- Carl Larsson ger ut bilderboken Spadarvet.
- J.A.G. Acke - Östrasalt
- Peder Severin Krøyer – Sankt Hansblus på Skagen strand

## Födda
- 3 januari – Oscar Dominguez (död 1957), spansk målare.
- 13 januari – Burgoyne Diller (död 1965), amerikansk målare.
- 30 januari – Ken Oborg (död 2002), svensk konstnär.
- 13 februari
  - Ivan Romanov (död 1986), svensk författare, tecknare, målare och grafiker.
  - Bo Beskow (död 1989), svensk konstnär, målare och författare.
- 23 februari – Sámal Joensen-Mikines (död 1979), färöisk konstnär.
- 9 mars – David Smith (död 1965), amerikansk skulptör.
- 13 mars – Oscar Cleve (död 1991), svensk tecknare.
- 9 april – Victor Vasarely (död 1997), ungersk målare och grafiker.
- 14 april – Elmyr de Hory (död 1976), ungerskfödd bildkonstnär och konstförfalskare.
- 16 maj – Alfred Pellan (död 1988), kanadensisk konstnär.
- 20 maj – Leon Polk Smith (död 1996), amerikansk målare.
- 3 juni – Sven Svensson (död 1999), svensk konstnär.
- 13 juni – Bo Fjæstad (död 1991), svensk bildhuggare, möbelsnickare och möbelarkitekt.
- 8 juli
  - Philip Johnson (död 2005), amerikansk arkitekt och konstsamlare.
  - Sven Hemmel (död 1982), svensk bildlärare, illustratör och serietecknare.
- 22 augusti – Edvin Öhrström (död 1994), svensk skulptör och glaskonstnär.
- 22 augusti – Elis Eriksson, (död 2006), svensk skulptör, bildkonstnär och författare.
- 22 augusti – Stig Södersten (död 1979), svensk illustratör och konstnär.
- 31 augusti – Arvid Mörk (död 1970), svensk konstnär.
- 4 september – Sven Palmqvist (död 1984), svensk glaskonstnär och glasformgivare.
- 5 september – Ralston Crawford (död 1978), amerikansk målare, litografier och fotograf.
- 12 september – Maj Hemberg (död 1992), svensk målare och grafiker.
- 21 september – Gunnel Frisell-Hallström (död 1998), svensk konstnär.
- 25 september – Ljuba Monastirskaja (död 1941), lettisk textilkonstnär.
- 18 oktober – James Brooks (död 1992), amerikansk målare och muralmålare.
- 27 oktober – Peter Blume (död 1992), amerikansk målare.
- 10 december – Padraig Marrinan (död 1975), irländsk målare.

## Avlidna
- 13 februari – Albert Gottschalk (född 1866), dansk målare.
- 17 mars – Thomas Dalziel (född 1823), brittisk gravör.
- 29 mars – Slava Raskaj (född 1877), kroatisk målare.
- 24 augusti  – Alfred Stevens (född 1823), belgisk målare.
- 22 oktober – Paul Cézanne (född 1839), fransk målare.
- 22 november – Ernst Josephson (född 1851), svensk målare.
- 28 november – Oskar Andersson (född 1877), svensk skämt- och serietecknare.